# Cornelia Jones
Cornelia Jones (10 tháng 9 năm 1907 - 23 tháng 12 năm 1979) là một phụ nữ Hà Lan đến từ Saba, người điều hành Nhà khách Chính phủ trên đảo và là người phụ nữ đầu tiên phục vụ trong Hội đồng Đảo Sata, biến bà thành nữ chính khách đầu tiên giữ chức vụ tại Quần đảo Windward. Bà được Nữ hoàng Juliana của Hà Lan vinh danh vì những năm phục vụ cho Saba.

## Thơ ấu
Cornelia Rosina Jones. được biết đến với cái tên "Cutchie" sinh ngày 10 tháng 9 năm 1907 tại St. Johns trên đảo Saba, vào thời điểm đảo là một phần của Đế quốc Hà Lan với cha mẹ là Mary Jane (nhũ danh Hassell) và Fernandus Jones. Bà là con lai, với cha bà là một thủy thủ da đen và mẹ bà là một người dân đảo trắng và xuất thân từ một gia đình có hai anh chị em và một em trai.

## Sự nghiệp
Jones điều hành Nhà khách Chính phủ trên đảo, một trong số ít nơi dành cho khách du lịch. Nhà khách là một tòa nhà hai tầng, được xây dựng bởi chính quyền lãnh thổ, có phòng khách, thư viện, phòng ăn và nhà bếp ở tầng dưới và phòng khách ở tầng trên. Jones quản lý tài sản và đóng vai trò là bà chủ của hòn đảo, cũng như làm đầu bếp và quản gia. Bà thường xuyên là tâm điểm của các bài báo trên các tạp chí và báo chí từ các quan chức và khách du lịch đến đảo.
Năm 1951, Jones mạo hiểm tham gia chính trị, tranh cử vào hội đồng lãnh thổ với hai ứng cử viên nữ khác là Ursula Dunkin-Hughes và Millicent L. Wilson. Giữa ba ứng cử viên nữ, họ chỉ nhận được ba phiếu bầu. Năm 1953, khi Kenneth Peterson từ chức hội đồng, Jones được chấp thuận làm người thay thế, phục vụ đến năm 1954. Bà lại chạy đua vào hội đồng vào năm 1953 và mặc dù Jones không được tái đắc cử, bà vẫn để lại lòng quý trọng lớn lao. Khi các nhà phát triển đề xuất vào năm 1955 để thay thế Tòa nhà Chính phủ bằng một khách sạn được tài trợ bởi những người ủng hộ Hà Lan, hội đồng đảo đã từ chối vì các nhà đầu tư sẽ không đảm bảo việc làm tiếp tục của Jones. Sau nhiều năm phục vụ tại Nhà khách Chính phủ, Jones trở thành chủ nhà trọ của Nhà khách Windwardside. Bà được Nữ hoàng Juliana của Hà Lan vinh danh vì những năm phục vụ cho Saba.

## Qua đời và di sản
Jones qua đời vào ngày 23 tháng 12 năm 1979 tại nhà của bà trên những đỉnh núi phía trên The bottom, ở Saba. Bà được chôn cất bên cạnh nhà của gia đình.

### Trích dẫn
1. 1 2 3 4  Johnson 2009, tr. 4.
2. ↑  Hornos & Hornos 1960, tr. 86.
3. 1 2 3 4  Johnson 2009, tr. 5.
4. ↑  Johnson 2009, tr. 4–5.